# Коралитос
Коралитос е населено място в окръг Санта Круз в щата Калифорния, САЩ. Коралитос е с население от 2326 жители (2010 г.) и площ от 23,312 кв. км. 85,1% от населението е бяло, от испански или латино произход е 22,9% от населението. Намира се на 82 м н.в. в часова зона UTC-8 в близост до Тихия океан. Пощенските му код е 95076, а телефонния 831.
1. ↑  data.census.gov //   Посетен на 1 януари 2022 г.